# Ашнан
Ашнан — богиня шумерско-аккадской мифологии, богиня земледелия.
Входила в месопотамский пантеон. Кроме Ашнан существовала ещё одна богиня с похожими функциями, Лахар. Обе богини — дочери Энлиля. Эти сёстры были сотворены с конкретной целью — давать Ануннакам пропитание. Ануннаками называли одну из групп божеств, встречавшихся в шумеро-аккадской мифологии. Упоминание об Ашнан встречается в древнем этиологическом мифе. Он начинается с момента, когда благодаря богу по имени Ан появились Ануннаки. Действие истории происходит на «горе земли и неба». Только затем появились и сёстры Лахар и Ашнан. Задачей последних было обеспечивать недавно возникших божеств едой и питьём, чтобы те не испытывали ни в чём нужды. Пищей этих персонажей были молоко и зерно. Однако от этого голод и жажда не исчезали. Выход нашёлся, когда боги Энки и Энлиль сообщили священный приказ, согласно которому Ашнан и Лахар должны были сойти на землю. Благодаря богиням, теперь жившим среди смертных, начался период изобилия. Следующая часть мифа посвящена спору сестёр, которые те затеяли, выпив вина. Богини спорили о важности земледелия и скотоводства, но не могли решить, что полезнее. Их разногласия закончились благодаря Энки и Энлилю. Последние решили, что права Ашнан. Весь миф написан, как диалог-спор; такой жанр был популярен в шумерской литературе.